# Amédée II de Montfaucon

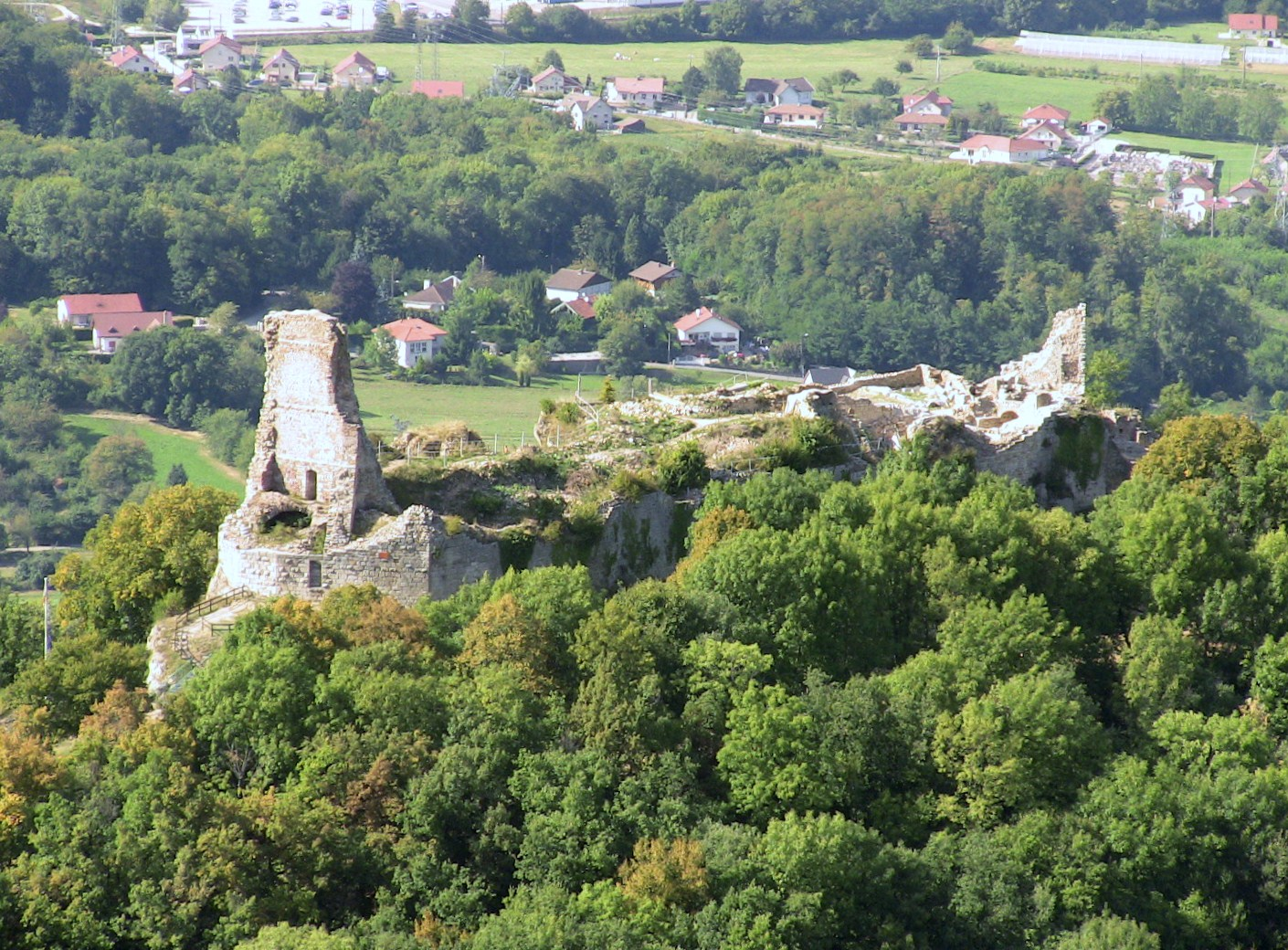
Château féodal de Montfaucon.

Pour les articles homonymes, voir Amédée II.
Amédée II de Montfaucon, né en 1130 et décédé en 1195, est un seigneur de Montfaucon à partir de 1162 et un comte de Montbéliard de 1163 à sa mort.

## Biographie
Vers 1130/35 il assiste aux obsèques d'Ebald Ier de Grandson fondateur de l'Abbaye du lac de Joux. Il succède en 1162 dans le comté de Montbéliard à Thierry II et suivant son exemple il s'attache à suivre l'empereur Frédéric Barberousse alors que plusieurs hauts seigneurs de la région, à l'image des sires de Salins, s'en démarquent ce qui leur coûtera une partie de leurs domaines. C'est la raison par laquelle en 1170 Amédée II reçoit une portion de la seigneurie d'Orbe, il deviendra ainsi le premier sire de Montagny-près-Yverdon, conjointement avec le comte de Bourgogne. Cette donation est aussi un calcul de Frédéric Barberousse qui veut ainsi consolider ses droits sur le versant oriental du Massif du Jura et contrebalancer le pouvoir de la maison de Zähringen qu'il avait investi de l'avouerie des évêchés de Lausanne, de Genève et de Sion. Ainsi, les héritiers d'Amédée vont se trouver en possession de vastes domaines dans la vallée de l'Orbe depuis Les Clées jusqu'à Yverdon et sur le plateau du Jorat depuis la source du Talent jusqu'à la jonction de l'Orbe. À sa mort, ses deux fils héritent des domaines de leur père et de ceux de leur oncle Thierry, archevêque de Besançon, décédé lors de la troisième croisade.

## Famille

### Ascendance
Il est le fils de Richard II de Montfaucon et de Sophie/Agnès, fille de Thierry II de Montbéliard.

### Mariage et succession
Il épouse en premières noces vers 1145 Béatrice, dame de Grandson, fille de Roger de Joinville, puis en secondes noces Osilie de Faucogney, fille de Gislebert III de Faucogney, il a :
Du premier mariage :
- Richard III, seigneur de Montfaucon et comte de Montbéliard ;
- Gautier de Montbéliard, (? - Satalia 22 juin 1212), régent du royaume de Chypre, il épouse Bourgogne de Lusignan, fille d'Amaury II de Lusignan, roi de Chypre, et d'Echive d'Ibelin ;
- Alix, (? - après 1244), elle épouse Berthold[6] II de Katzenelnbogen puis en 1208 Philippe d'Ibelin[7], (le site fabpedigree lui donne pour premier époux Othon II de Scey en Varais, fils de Pierre II de Scey, d'où Richard de Scey ; Othon II est un frère cadet de Pierre III ci-dessous) ;
- Agnès de Montfaucon, (1150/55 - 1186/1200), elle épouse vers 1166 Érard II de Brienne ;
- ? Bonne, elle épouse en 1154 Pierre III de Scey[8],[9].

Du second mariage :
- Louise ;
- Grosse, elle épouse Pierre d'Arguel.

## Sources
- Frédéric Charles Jean Gingins-La Sarraz, Recherches historiques sur les acquisitions des sires de Montfaucon et de la maison de Chalons dans le pays-de-Vaud, G. Bridel, 1857 (lire en ligne), p. 14 à 21.